# Rumelihisarı
Rumelihisarı (también conocido como castillo de Rumelia y castillo Roumeli Hissar) o castillo Boğazkesen (que significa «castillo del Estrecho» o literalmente «castillo cortador de gargantas») es una fortaleza medieval ubicada en Estambul, Turquía, en una serie de colinas en la orilla europea del Bósforo. La fortaleza también presta su nombre al vecindario inmediato a su alrededor en el distrito de Sarıyer de la ciudad.
Concebido y construido entre 1451 y 1452 por orden del sultán otomano Mehmed II, el complejo fue encargado en preparación para un asedio otomano planeado en la entonces ciudad bizantina de Constantinopla, con el objetivo de cortar el socorro marítimo, militar y logístico que potencialmente podría acudir en ayuda de los bizantinos a través del Estrecho del Bósforo, de ahí el nombre alternativo de la fortaleza, «Boğazkesen», es decir, «castillo estrecho». Su estructura hermana mayor, Anadoluhisarı («fortaleza de Anatolia»), se encuentra en las orillas opuestas del Bósforo, y las dos fortalezas trabajaron en conjunto durante el asedio final para acelerar todo el tráfico naval a lo largo del Bósforo, ayudando así a los otomanos a lograr su objetivo de hacer de la ciudad de Constantinopla (más tarde rebautizada como Estambul) su nueva capital imperial en 1453.
Después de la conquista otomana de la ciudad, Rumelihisarı sirvió como puesto de control aduanero y prisión ocasional, especialmente para las embajadas de los estados que estaban en guerra con el imperio. Después de sufrir grandes daños en el Terremoto de Constantinopla de 1509, la estructura fue reparada y se utilizó de forma continua hasta finales del siglo XIX.
Hoy en día, la fortaleza es un museo popular abierto al público y, además actúa como un lugar al aire libre para conciertos de temporada, festivales de arte y eventos especiales. 

## Historia

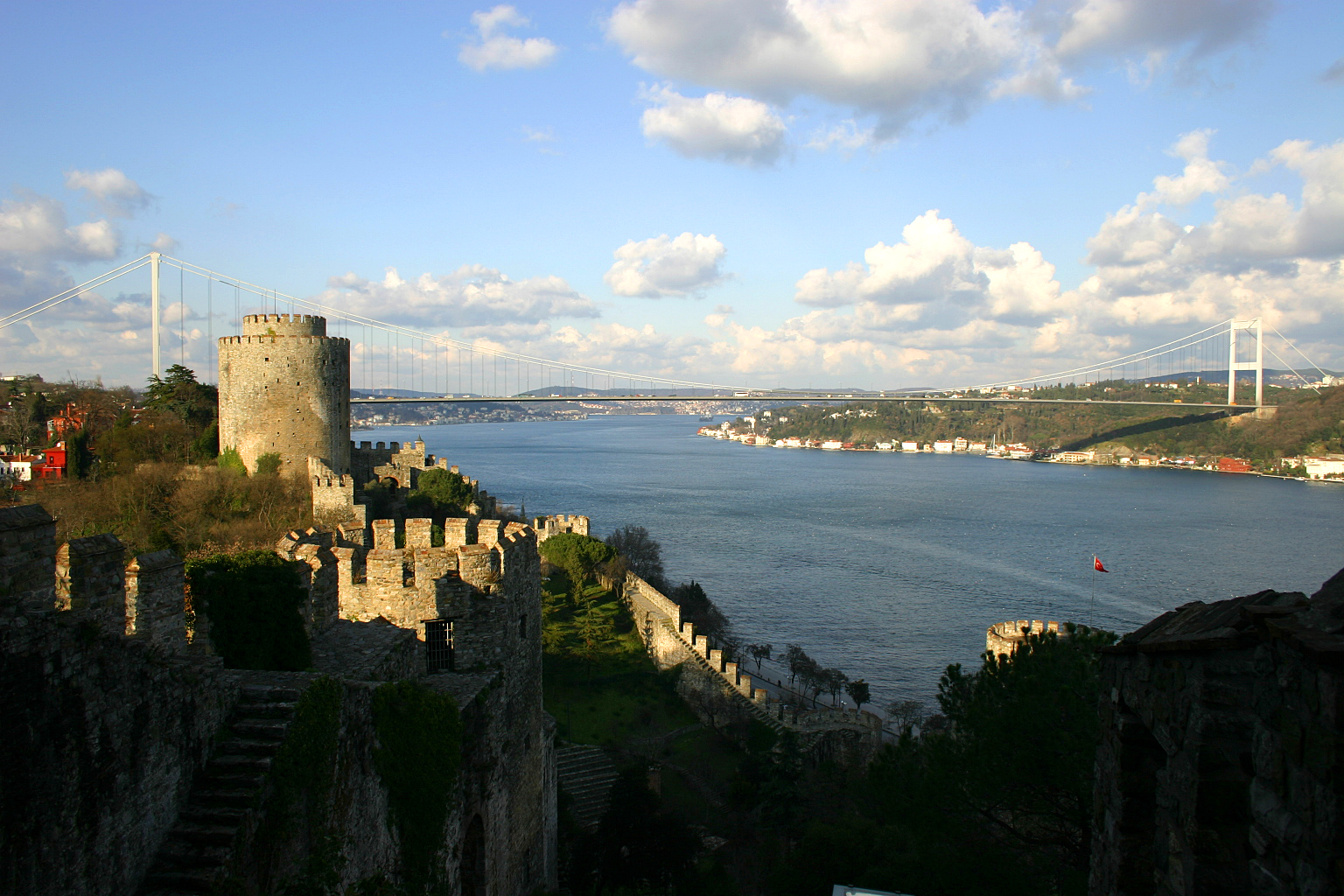
Vista general de Rumelihisarı, con el puente de Fatih Sultan Mehmet al fondo.

La necesidad de una fortaleza estratégica en el Bósforo era bien conocida por los otomanos, quienes habían comenzado a fines del siglo XIV a albergar intenciones de capturar la ciudad de Constantinopla como una nueva capital para su entonces naciente imperio. En un intento otomano anterior de conquistar la ciudad, el sultán Murad II había encontrado dificultades debido al bloqueo del Bósforo por parte de la flota bizantina. Habiendo aprendido la importancia de la estrategia marítima de este intento anterior, el sultán Mehmed II, hijo de Murad II, comenzó a planificar una nueva ofensiva inmediatamente después de su ascenso al trono en 1451.
En respuesta a la coronación del joven y ambicioso sultán, el emperador bizantino Constantino XI Paleólogo, que comprendía las intenciones de Mehmed II sobre Constantinopla y desconfiaba de la amenaza que suponía la creciente influencia otomana en la región, esperaba asegurar una solución diplomática que protegería la ciudad, mientras evitaba el largo declive de los bizantinos.
Mehmed II rechazó la oferta de paz ofrecida y procedió con sus planes de asedio encargando la construcción de una gran fortaleza que se utilizaría para controlar todo el tráfico marítimo a lo largo del Bósforo, y trabajaría junto con la antigua Anadoluhisarı (fortaleza de Anatolia) en el estrecho. para evitar que cualquier posible ayuda marítima llegara a Constantinopla durante el asedio final otomano de la ciudad en 1453, particularmente de las colonias genovesas a lo largo del Mar Negro, como Caffa, Sinope y Amasra.
El sitio para la nueva fortaleza se decidió rápidamente como el punto más estrecho del Bósforo, donde el estrecho tiene apenas 660 metros (2,170 pies) de ancho. Este alto sitio en la cima de una colina en las orillas europeas del estrecho no solo facilitaba el control de la vía fluvial, sino que también tenía la ventaja de estar situado directamente al otro lado de Anadoluhisarı en las orillas asiáticas del Bósforo; una mayor fortaleza otomana construida entre 1393 y 1394 por el sultán Bayezid I. Históricamente, había habido una fortificación romana en la cima de la colina donde se iba a construir Rumelihisarı, que luego había sido utilizada como prisión por los bizantinos y genoveses. Más tarde se construyó allí un monasterio.
La construcción comenzó el 15 de abril de 1452. Antes de la construcción, Mehmed II colocó el primer ladrillo y firmó supersticiosamente sus iniciales y las del Profeta Mahoma en este con sangre de cabra. Cada una de las tres torres principales recibió el nombre del visir real que supervisó su respectiva construcción; Çandarlı Halil Paşa (El Joven), quien construyó la gran torre junto a la puerta; Zağanos Pasha, quien construyó la torre sur; y Sarıca Pasha, quien construyó la torre norte. El propio sultán inspeccionó personalmente las actividades en el sitio.

## Arquitectura

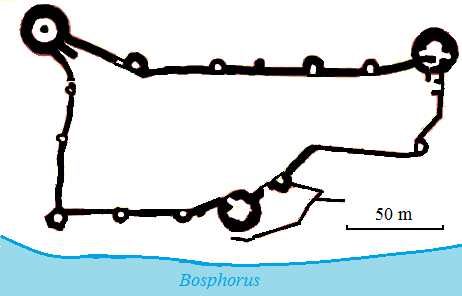
Plano de la fortaleza.

La fortificación de Rumelihisarı tiene una pequeña torre, tres torres principales y trece pequeñas atalayas colocadas en las paredes que conectan las torres principales. Una torre de vigilancia tiene la forma de un prisma cuadrangular, seis torres de vigilancia tienen forma de prismas con múltiples esquinas y otras seis son cilíndricas.
La torre principal en el norte, Torre Sarıca Pasha, es de forma cilíndrica, con un diámetro de 23,30 m (76,4 pies), paredes de 7 m (23 pies) de espesor y un total de 9 pisos que alcanzan una altura de 28 m. (92 pies). Hoy en día, esta torre también se conoce como Torre Fatih («Conquistador») en honor al cognomen del sultán Mehmed II. La gran torre en el paseo marítimo en el medio de la fortaleza, Torre Halil Pasha, es de un prisma dodecágono y, también tiene 9 pisos. Tiene 22 m (72 pies) de altura con 23,30 m (76,4 pies) de diámetro y paredes que miden 6,50 m (21,3 pies) de espesor. La torre principal en el sur, Torre Zağanos Pasha, tiene solo 8 pisos. Esta torre cilíndrica tiene 21 m (69 pies) de altura y 26,70 m (87,6 pies) de diámetro con paredes de 5,70 m (18,7 pies) de espesor. El espacio interior de cada torre se dividió con pisos de madera, cada uno equipado con un horno. Los tejados cónicos de madera cubiertos de plomo coronaban originalmente las torres, aunque hoy en día ya no se conservan.
Los muros cortina exteriores de la fortaleza tienen 250 m (820 pies) de largo de norte a sur, y varían entre 50 y 125 m (164 y 410 pies) de largo de este a oeste. El área total del complejo es de 31 250 m² (336,372 pies cuadrados).
La fortaleza tenía tres puertas principales junto a las torres principales, una puerta lateral y dos puertas secretas para el arsenal y las bodegas de alimentos junto a la torre sur. Había casas de madera para los soldados y una pequeña mezquita, dotada por el sultán en el momento de la construcción. Solo queda el eje del minarete de la mezquita original, mientras que la pequeña mezquita agregada a mediados del siglo XVI no ha sobrevivido. El agua se suministraba a la fortaleza desde una gran cisterna debajo de la mezquita y se distribuyó a través de tres fuentes de pared, de las cuales solamente queda una. Dos placas inscripticas se encuentran adheridas a las paredes.
La fortaleza se llamó inicialmente «Boğazkesen», que literalmente significa «cortador del Estrecho», en referencia al Estrecho del Bósforo. El nombre tiene un significado secundario y más macabro; ya que boğaz no solo significa estrecho sino también «garganta» en turco.
Más tarde fue rebautizado como Rumelihisarı, que significa «fortaleza de Rumelia», es decir, la Europa bizantina o la península balcánica.